# 2월 2일
2월 2일은 그레고리력으로 33번째(윤년일 경우도 33번째) 날에 해당한다.

## 사건
- 506년 - 서고트의 왕 알라리크 2세가 알라리크의 적요(서고트 로마 법전)을 공포하다.
- 1831년 - 교황 그레고리오 16세, 254대 로마 교황 취임.
- 1848년 - 미국-멕시코 전쟁을 종결짓는 과달루페 이달고 조약 체결.
- 1913년 - 티베트와 몽골, 몽장 조약 체결.
- 1943년 - 제2차 세계 대전: 스탈린그라드 전투에서 독일 제6군 사령관 파울루스의 항복.
- 1989년 - 남아프리카 공화국의 피터르 빌럼 보타 대통령이 인종차별주의 정책 여파로 사퇴.
- 2002년 - 가수 유승준, 입국 금지 처분으로 인천국제공항에서 강제 출국.
- 2012년 - 그리스 극우정당인 라오스(Laos)가 유럽연합(EU)에 구제금융을 지원받기 위한 조건을 완화해 달라고 요구.
- 2012년 - 대한민국의 여당 한나라당이 새누리당으로 당명 개정안을 의결했다.
- 2016년 - 대한민국의 야당 국민의당이 창당했다.
- 2017년 - 대한민국의 운송기업 한진해운이 파산했다.

## 문화
- 1876년 - 메이저 리그 베이스볼의 양대 리그 중 하나인 내셔널 리그가 미국에서 설립되었다.
- 1981년 - KBS 3TV, KBS 교육라디오 개국.
- 1998년 - 대한민국 광주광역시 및 전라남도 일대에서 Kbc My FM 개국.
- 2004년 -
  - K리그의 안양 LG 치타스가 서울특별시로 연고이전을 하여 FC 서울로 변경됐다.
  - 케이블TV 채널 온스타일 개국.
- 2006년 - K리그의 부천 SK가 제주특별자치도로 연고이전을 하여 제주 유나이티드로 변경됐다.
- 2025년 - 가수 구준엽의 아내 서희원이 일본에서  향년 48세의 나이에 급성 폐렴으로 사망하였다.

## 탄생
- 1522년 - 이탈리아의 수학자 로도비코 페라리. (~1565년)
- 1649년 - 제245대 로마의 교황 교황 베네딕토 13세. (~1730년)
- 1717년 - 오스트리아의 장군 에른스트 기데온 폰 라우돈. (~1790년)
- 1875년 - 미국의 바이올린 연주자, 작곡가 프리츠 크라이슬러. (~1962년)
- 1882년 - 아일랜드의 문학가 제임스 조이스. (~1941년)
- 1887년 - 조선계 일본의 장군 홍사익. (~1946년)
- 1892년 - 이탈리아의 화가 안토니오 세니. (~1972년)
- 1901년 - 리투아니아의 바이올리니스트 야샤 하이페츠. (~1987년)
- 1904년 - 대한민국의 독립운동가 신언진
- 1905년 - 유대인 러시아계 미국인 소설가, 극작가, 영화 각본가 아인 랜드. (~1982년)
- 1912년 - 영국의 공무원, 타이타닉호 침몰 사고 생존자 밀비나 딘. (~2009년)
- 1913년 - 중국의 군인, 정치인 훙쉐즈. (~2006년)
- 1915년 - 일본의 가수 후타바 아키코. (~2011년)
- 1917년 - 대한민국의 독립운동가 이재현. (~1997년)
- 1920년 - 대한민국의 무용가 한영숙. (~1989년)
- 1923년 - 미국의 야구 선수 레드 쇼인딘스트. (~2018년)
- 1926년 - 프랑스의 정치인 발레리 지스카르 데스탱. (~2020년)
- 1928년 - 이탈리아의 정치인 치리아코 데 미타. (~2022년)
- 1931년 - 네덜란드의 제46대 총리 드리스 판 아흐트. (~2024년)
- 1933년 - 버마의 군인 탄 슈웨.
- 1934년 - 조지아계 프랑스의 영화감독 오타르 이오셀리아니. (~2023년)
- 1938년
  - 미국의 배우 보 홉킨스. (~2022년)
  - 소말리아의 외교관, 정치인 누르 하산 후세인. (~2020년)
- 1941년 - 대한민국의 기업 출신 정치인 정종득. (~2024년)
- 1943년 - 러시아의 작가 에두아르드 리모노프. (~2020년)
- 1944년
  - 대한민국의 성우 김규식.
  - 이탈리아의 배우 안토니오 캔타포라. (~2024년)
  - 영국의 지휘자 앤드루 데이비스. (~2024년)
- 1947년 - 대한민국의 가수 송창식.
- 1949년 - 미국의 배우 브렌트 스파이너.
- 1951년 - 러시아 태생의 수학자 겐나디 벨리. (~2001년)
- 1952년 - 대한민국의 제18대 대통령 박근혜.
- 1953년 - 미국의 미식축구 선수 마이크 패닝. (~2022년)
- 1954년 - 미국의 모델 크리스티 브링클리.
- 1958년 - 미국의 영화감독, 영화배우 더글러스 맥그라스. (~2022년)
- 1959년 - 대한민국의 배우 전병덕.
- 1962년 - 대한민국의 정치인 이석기.
- 1965년
  - 대한민국의 법조인, 헌법재판관 문형배.
  - 대한민국의 기상연구사, 기상청장 장동언.
- 1967년 - 대한민국의 대학교수, 방송인 장원재.
- 1968년 - 대한민국의 기업인 강훈. (~2017년)
- 1969년 - 러시아의 전 축구 선수, 현 축구 감독 발레리 카르핀.
- 1971년
  - 대한민국의 배우 황석정.
  - 대한민국의 아나운서 황수경.
- 1973년 - 일본의 성우 사에키 토모.
- 1974년
  - 대한민국의 철학자, 인문학자 윤홍식.
  - 미국의 배우, 영화감독 오즈 퍼킨스.
- 1975년 - 대한민국의 방송인, 전 아나운서 지승현.
- 1976년
  - 대한민국의 배우 최대성.
  - 대한민국의 가수 오창훈 (원투). (~2023년)
  - 대한민국의 축구 선수 황인선.
- 1977년
  - 대한민국의 전 축구 선수 강대희.
  - 콜롬비아의 가수 샤키라.
  - 중국의 배우 장징추.
  - 일본의 배우, 작가, 희극인 게키단 히토리.
- 1980년 - 대한민국의 가수 전인혁.
- 1982년 - 대한민국의 바둑 기사 최유진.
- 1983년
  - 대한민국의 범죄자 고유정.
  - 대한민국의 희극인 조승희.
- 1984년 - 미국의 프로레슬링 선수 브라이언 케이지.
- 1985년
  - 일본의 배우 키리야마 렌.
  - 대한민국의 가수 김소리.
  - 미국의 싱어송라이터 멜로디 가르도.
- 1986년
  - 미국의 농구 선수 라존 론도 (보스턴 셀틱스).
  - 대한민국의 성우 신범식.
- 1987년
  - 대한민국의 가수 빅토리아 (F(x)).
  - 스페인의 축구 선수 제라르드 피케.
- 1988년 - 대한민국의 야구 선수 김건국.
- 1989년
  - 대한민국의 배우, 방송인 이명훈.
  - 크로아티아의 축구 선수 이반 페리시치.
  - 대한민국의 배우 김단비.
- 1990년
  - 대한민국의 모델 겸 배우 홍종현.
  - 대한민국의 래퍼 정하나 (시크릿).
  - 대한민국의 성우 이다은.
- 1992년
  - 대만의 야구 선수 궈쥔린.
  - 대한민국의 유튜버 곽튜브.
  - 대한민국의 전 카트라이더 프로게이머 박인재.
- 1993년 - 대한민국의 래퍼 피오 (블락비).
- 1995년
  - 폴란드의 축구 선수 카롤 리네티.
  - 대한민국의 치어리더 이다영.
  - 대한민국의 뮤지컬 배우 김재현.
- 1996년
  - 대한민국의 가수 유명한아이.
  - 아일랜드의 배우 폴 메스칼.
  - 잉글랜드의 축구 선수 해리 윙크스.
  - 미국의 수영 선수 시몬 매뉴얼.
- 1997년
  - 대한민국의 치어리더 김도희.
  - 대한민국의 성악가 김성현.
- 1998년
  - 대한민국의 전직 리그 오브 레전드 프로게이머 히포.
  - 일본의 아이돌 가토 시호.
- 1999년
  - 대한민국의 가수 벨라 (앨리스).
  - 조선민주주의인민공화국의 피겨스케이팅 선수 렴대옥.
- 2001년
  - 대한민국의 리그 오브 레전드 프로게이머 처니.
  - 미국의 배우 코너 기브스.
  - 일본의 가수 마키노 마리아 (모닝구무스메).
  - 대한민국의 가수 시안.
- 2004년 - 중화인민공화국의 바둑 기사 왕싱하오.
- 2014년 - 대한민국의 배우 정서연.

## 사망
- 1660년 - 프랑스의 왕족 가스통 도를레앙 공작. (1608년~)
- 1769년 - 제248대 로마의 교황 교황 클레멘스 13세. (1683년~)
- 1806년 - 미국의 정치인 대니얼 로저스. (1754년~)
- 1922년 - 불가리아의 배우 스토얀카 무타포바.(~2019년)
- 1939년 - 프랑스의 사형집행인 아나톨 데이브레르. (1863년~)
- 1946년 - 체코슬로바키아의 작가 에두아르트 바스. (1888년~)
- 1953년 - 대한민국의 화가 구본웅. (1906년~)
- 1970년 - 영국의 철학자 버트런드 러셀. (1872년~)
- 1979년 - 영국의 음악가 시드 비셔스. (1957년~)
- 1989년 - 일제강점기 태생 대한민국의 정치인 신기석. (1908년~)
- 2000년 - 일본의 축구인 미야모토 데루키. (1940년~)
- 2007년 - 대한민국의 정치학자 박승재. (1933년~)
- 2013년 - 미국 해군 특수부대인 네이비 실의 저격수 크리스 카일. (1974년~)
- 2014년 - 미국의 배우 필립 시모어 호프먼. (1967년~)
- 2015년 - 대한민국의 군인 장지량. (1924년~)
- 2017년 - 대한민국의 국회의원 한광석. (1918년~)
- 2018년
  - 대한민국의 기업인 민영빈. (1931년~)
  - 브라질의 축구 선수 파울로 로베르토 모라이스 주니오르. (1984년~)
  - 미국의 물리학자 조지프 폴친스키. (1954년~)
- 2020년
  - 대한민국의 희극인 임희춘. (1933년~)
  - 뉴질랜드의 정치인 마이크 무어. (1949년~)
- 2021년
  - 대한민국의 배우 김보경. (1976년~)
  - 영국의 군인 톰 무어. (1920년~)
- 2022년 - 이탈리아의 배우 모니카 비티. (1931년~)
- 2023년
  - 일본의 정치인 요코미치 다카히로. (1941년~)
  - 그리스의 신학자 존 지지울라스. (1931년~)
- 2024년 - 미국의 영화배우 돈 머레이. (1929년~)
- 2025년
  - 중화민국의 영화배우 쉬시위안. (1976년~)
  - 대한민국의 배우 이주실. (1944년~)

## 기념일
- 세계 습지의 날
- 그라운드호그 데이: 캐나다, 미국
- 주의 봉헌주일(예수의 부모가 율법에 따라 아기 예수를 성전에 봉헌한 사건(루가 2:21-40)을 기념하는 교회력 절기)
- 영웅의 날:르완다

## 같이 보기
- 전날: 2월 1일 다음날: 2월 3일 - 전달: 1월 2일 다음달: 3월 2일
- 음력: 2월 2일
- 모두 보기